# José Júlio da Ponte Filho
José Júlio da Ponte Filho (Maranguape, junho de 1935 – Fortaleza, 19 de fevereiro de 2013) foi um agrônomo, pesquisador e professor universitário brasileiro.
Comendador da Ordem Nacional do Mérito Científico (2009), era professor emérito e livre-docente da Universidade Federal do Ceará e fundador e presidente da Academia Cearense de Ciências. José Júlio foi pioneiro na pesquisa de alternativas naturais ao uso de agrotóxicos no Brasil e descobriu que a manipueira, extrato líquido que sobra no processo de fabricação da farinha de mandioca, pode ser aplicada no combate a pragas e doenças nas plantações e age como um substituto natural para agrotóxicos.

## Biografia
José Júlio nasceu na cidade de Caucaia, no Ceará, em junho de 1935. Era filho de José Júlio da Ponte e Zeneida Almeida de Barros da Ponte e o terceiro entre os dez filhos do casal. Ingressou no curso de agronomia da Universidade Federal do Ceará em 1955, vindo a se formar em 1958. Pela Escola Superior de Agricultura Luiz de Queiroz, da Universidade de São Paulo defenderia o mestrado em fitopatologia em 1968.

## Carreira
Foi professor da graduação da Escola Superior de Agricultura de Mossoró, hoje parte da Universidade Federal Rural do Semi-Árido. Foi professor na graduação e pós-graduação na Faculdade de Agronomia da Universidade Federal do Ceará até sua aposentadoria. José Júlio José tinha forte presença na universidade, tendo sido essencial para o estabelecimento da atual universidade federal de seu estado. Foi pioneiro na implantação de hortas para uso medicinal na universidade.
Recebeu a comenda da Ordem Nacional do Mérito Científico em 2007 por ter se destacado na pesquisa com alternativas naturais aos agrotóxicos, descobrindo que a manipueira, extrato líquido que sobra no processo de fabricação da farinha de mandioca, pode ser aplicado, com sucesso, ao controle de fito nematoides.

## Morte
José Júlio estava internado havia 15 dias no Hospital Regional da Unimed, em Fortaleza, para tratar de uma infecção urinária e uma pneumonia. Ele morreu em 19 de fevereiro de 2013, aos 77 anos, devido a um infarto. Ele foi velado e sepultado no cemitério Parque da Paz, na capital cearense. Deixou esposa e sete filhos.